# Messi - Storia di un campione
Messi - Storia di un campione è un documentario spagnolo del 2014 diretto da Álex de la Iglesia che narra la vita del campione argentino Lionel Messi.

## Trama
Il film si concentra sulla vita di Messi, partendo dai tempi dell'infanzia a Rosario per giungere sino alla sua consacrazione come stella di prima grandezza del calcio, ripercorrendo la vita del calciatore grazie a una serie di interviste a persone che ne hanno condiviso il percorso.